# 1504
| 1504               |
| ------------------ |
| Dødsfald - Fødsler |
|                    |

| Gregoriansk kalender | 1504 MDIV               |
| Ab urbe condita      | 2257                    |
| Armensk kalender     | 953 ԹՎ ՋԾԳ              |
| Kinesiske kalender   | 4200 – 4201 癸亥 – 甲子 |
| Etiopisk kalender    | 1496 – 1497             |
| Jødisk kalender      | 5264 – 5265             |
| Hindukalendere       |                         |
| - Vikram Samvat      | 1559 – 1560             |
| - Shaka Samvat       | 1426 – 1427             |
| - Kali Yuga          | 4605 – 4606             |
| Iransk kalender      | 882 – 883               |
| Islamisk kalender    | 910 – 911               |

Konge i Danmark: Hans 1481-1513
Se også 1504 (tal)

## Begivenheder
- Dronning Christine løslades fra svensk fangenskab.
- Dronning Isabella 1. af Kastiliens død fører til en magtkamp mellem den legale arving, Isabellas datter Johanne den Vanvittige og hendes mand Filip den Smukke på den ene side og Isabellas mand Ferdinand den Katolske, der ønsker at bevare sin magt over de to spanske lande, på den anden.
- Portugal halverer prisen på peber, hvilket fører til en enorm forbrugsstigning.
- Luca Signorelli's freskoer i Orvieto's domkirke færdiggøres.

## Dødsfald
- 26. november – Dronning Isabella I af Kastilien og Aragonien